# Трибунал (Звёздный путь: Оригинальный сериал)
«Трибунал» (англ. «Court Martial») — двадцатый эпизод первого сезона американского научно-фантастического телесериала «Звёздный путь», впервые вышедший на телеканале NBC 2 февраля 1967 года.

## Сюжет
В звёздную дату 2947.3 звездолёт Федерации Энтерпрайз под командованием Джеймса Тиберия Кирка прибывает на Звёздную базу 11 для ремонта после сильной ионной бури, повредившей корабль. Во время шторма погиб член экипажа Бен Финни и командор Стоун начинает расследование. Отчёты показывают, что Финни погиб во время шторма, его челнок был выброшен в космос для сохранения корабля. Стоун обращается к записям в компьютере, которые свидетельствуют о том, что челнок с Финни был сброшен во время «Жёлтой тревоги», то есть корабль не находился в серьёзной опасности. Но Кирк утверждает, что нажал кнопку сброса после объявления статуса «Красная тревога». Также выясняется, что между Финни и Кирком были сложные отношения с тех пор, как прапорщик Кирк заметил ошибку в действиях лейтенанта Финни во время службы на корабле «Республика». Ошибка Финни тогда могла стоить жизни всему экипажу. Кирк спас «Республику» и занёс это в бортовой журнал. Бен Финни получил выговор от командования и был перенесён в самый низ продвижного списка. В своей судьбе он винил Кирка.
Стоун считает, что есть доказательства, чтобы обвинить Кирка в халатности, и предлагает капитану добровольно уйти в отставку. Джеймс Кирк между тем полностью уверен в своей правоте, он отказывается уйти со службы и требует судебного разбирательства. Защитником капитана на суде соглашается быть адвокат Самюэль Т. Когли, известный своим недоверием к компьютерам и использованием исключительно бумажных книг. Прокурором в суде стала Эрил Шоу, бывшая возлюбленная Кирка. Она посоветовала ему обратиться к Когли, хотя предупредила, что будет действовать строго в рамках закона. Судьями назначены командор Стоун, Линдстром, Чандра и Красновский. Среди присутствующих на процессе есть также Джейми Финни, дочь погибшего, которая считает, что в смерти её отца виноват капитан Кирк.
Сначала суд берёт показания у главного врача Леонарда МакКоя, затем у старшего офицера Спока и у капитана Джеймса Кирка. Показания сходятся и никак не обличают капитана в грубейшей ошибке. После проведения компьютерной диагностики Спок заявляет, что компьютер функционирует нормально. Главной уликой обвинения стала видеозапись, на которой видно, что капитан нажимает кнопку выброса до объявления «красной тревоги». Кирк и его адвокат подавлены этим доказательством. Капитан говорит Споку, что тому пора поискать нового противника по шахматам. Это наводит вулканца на одну мысль.
Во время перерыва МакКой застаёт Спока играющим в трёхмерные шахматы и возмущается: «Капитану грозит профессиональная смерть, а вы тут сидите и играете в шахматы с компьютером?». Спок говорит, что выиграл у компьютера четвёртый раз, что является практически невозможным, но от тут же выигрывает ещё раз. Спок рассуждает логически:  механических поломок в компьютере нет, значит, его рапорт об ошибке капитана верен, но Спока это не удовлетворило. Он проверил банк программ. Несколько месяцев назад он написал программу для шахмат, в лучшем случае ему удавалось сыграть с компьютером вничью. Спок и МакКой немедленно транспортируются на планету. Тем временем заседание возобновляется для вынесения приговора. Когда приходит время выслушать ходатайства, Спок и МакКой вбегают в зал и совещаются с Когли. Адвокат просит суд рассмотреть доказательство невиновности капитана. Для этого суду необходимо телепортироваться на «Энтерпрайз» и продолжить заседание там.
После материализации суда на борту звездолёта весь экипаж телепортируется на планету. Доктор устанавливает на компьютер специальный аудиосенсор, способный распознать мельчайшие звуки внутри всего корабля. После включения этого прибора всем становится дискомфортно от непонятных стуков. Капитан объясняет, что это звук сердцебиения людей, находящихся на борту. Генератором белого шума доктор МакКой заглушает сердцебиение каждого человека, находящегося на капитанском мостике. Все слышат, что компьютер регистрирует биение сердца только одного человека. Так как весь экипаж удалён с корабля, то шум может издавать сердце только одного человека — Бена Финни, прячущегося на звездолёте, а не погибшего. Кирк отправляется на поиски офицера, но тот застаёт его врасплох и угрожает фазером. Одержимый Финни отключил основные энергетические цепи «Энтерпрайза», теперь корабль находится на сужающейся орбите и скоро сгорит в атмосфере. В гневе Финни обвиняет Кирка в том, что тот украл у него звездолёт, который должен был достаться Финни. Капитан говорит офицеру, что его дочь Джейми находится на борту. Тот в отчаянии бросается на Кирка, но проигрывает борьбу, после чего признаётся капитану, в каком месте была разомкнута цепь. Кирк успевает вернуть управление кораблю, с него снимаются все обвинения, а Финни взят под стражу. Когли согласен защищать обвиняемого на суде, а лейтенант Эрил Шоу целует капитана Джеймса Кирка прямо на мостике.

## Отзывы
Зак Хэндлен из The A.V. Club дал эпизоду оценку «B-». По его мнению, небольшая предыстория идёт на пользу серии и не делает её камерной, но создаёт ощущение непрерывного действия. Также Хэндлен написал, что эпизод является проходным и ему чего-то не хватает. Он иронично заметил, что в этом эпизоде нет гигантских говорящих кроликов, причудливых лысых детей и космических ящериц.

## Ремастеринг
Этот эпизод как и все остальные подвергся ремастерингу в 2006 году в честь сорокалетия оригинального сериала. Обновлённая версия была показана 5 мая 2007 года. Помимо стандартных улучшений видео и аудио, а также полностью компьютерной модели «Энтерпрайза», изменения в данном эпизоде претерпели:
- Поверхность планеты была заменена на более реалистичную, ландшафт стал напоминать земной.
- На орбиту планеты добавлен ещё один звездолёт, подобный «Энтерпрайзу».
- Показано отделение космического челнока от корабля.
- База землян на планете претерпела некоторые изменения, став более реалистичной.